# ABBA Live
ABBA Live es el nombre del álbum en directo publicado por el grupo sueco ABBA en 1986. Pese a que ABBA no le gustaba realizar giras musicales, el grupo realizó seis tours durante sus años como cuarteto, y este álbum contiene catorce pistas que demuestran como sonaba el grupo en vivo, aunque algunas hayan sido retocadas en el estudio. ABBA Live es el primer álbum en vivo publicado por ABBA.

## Historia del álbum
Durante los años en que ABBA estuvo activo, un álbum en vivo era algo que la mayoría de sus seguidores pedían, finalmente, cuatro años después de su separación, es lanzado un álbum con catorce de sus temas interpretados en vivo. Todos, con excepción de "Two For The Price Of One", habían sido grandes éxitos del grupo y habían sido interpretados durante sus giras de promoción.
Los temas provienen de tres épocas distintas:
- "Fernando" y "Money, Money, Money" fueron grabadas entre el 3 y 12 de marzo de 1977 en Australia, durante el viaje por Australia del grupo.

- "Two For The Price Of One", "Gimme! Gimme! Gimme!", "Super Trouper" y "On and On and On" fueron grabados en los estudios de la SVT, durante la grabación del programa Dick Cavett Meets ABBA el 29 de abril de 1981.

- El resto de los temas fueron tomados de los conciertos que ABBA tocó en el Wembley Arena de Londres, entre los días 5 y 10 de noviembre como parte de su gira de 1979.

Junto con el EP Live 77, el video ABBA In Concert y el film ABBA: The Movie, son las únicas grabaciones del grupo interpretando sus canciones en vivo.

## Lanzamientos
ABBA Live fue oficialmente publicado en Escandinavia el 18 de agosto de 1986 bajo el sello de Polydor Records. Meses después fue publicado en otros territorios donde ABBA había sido un grupo muy popular, como Australia, Japón y el Reino Unido. En 1997 con la masterización de los álbumes del grupo, fueron agregados al álbum tres temas de distintas épocas.

### Variaciones
| País           | Año  | Formato | N.º de Catálogo   | Comentarios         |
| -------------- | ---- | ------- | ----------------- | ------------------- |
| Suecia         | 1982 | LP      | Polar POLS 412    | Versión original    |
| Estados Unidos | 1997 | CD      | Polydor 533 986-2 | Única masterización |

## Lista de temas

### LP original (1986)
Lado A
- 1. "Dancing Queen" - 3:42
- 2. "Take A Chance On Me" - 4:22
- 3. "I Have A Dream" - 4:23
- 4. "Does Your Mother Know?" - 4:09
- 5. "Chiquitita" - 5:18

Lado B
- 6. "Thank You For The Music" - 3:48
- 7. "Two For The Price Of One" - 3:31
- 8. "Fernando" - 5:22
- 9. "Gimme! Gimme! Gimme! (A Man After Midnight)" - 3:17
- 10. "Super-Trouper" - 4:15
- 11. "Waterloo" - 3:34

### Pistas adicionales
ABBA Live fue editado en CD con 3 bonus tracks:
- 12. "Money, Money, Money" - 3:23
- 13. "The Name Of The Game"\"Eagle" - 9:37
- 14. "On and On and On" - 3:58

## Recepción

### Listas de popularidad y Ventas
ABBA Live no tuvo una gran promoción y solo pudo entrar a las listas de popularidad de dos países. Además, el disco no recibió ninguna certificación de ventas, y las únicas cifras de ventas disponibles son los dados por RCA Records en Australia, de 7976 copias vendidas.
| Lista                             | Posición |
| --------------------------------- | -------- |
| Bélgica Top 50 Álbum Chart        | 39       |
| Suecia Top 60 Sverige Álbum Chart | 49       |

### Críticas
Las críticas que tuvo ABBA Live dejaron en claro que el disco no era de los mejores en su tipo, pero bastante bueno para ser de ABBA. Ejemplo de esto es el crítico George Starostin quien menciona: "Sin grandes ritmos, pero suficiente para convencer a uno de que ABBA Live no es un oxímoron" y le da tres estrellas y media de cinco. Igualmente, Bruce Eder escribe en el sitio web Allmusic: "El cuarteto prueba que pueden recrear sus grabaciones en el escenario con algo de improvisación" dándole siete estrellas de diez y clasificándolo como "bueno, pero con defectos".